# Julián de Diego y García Alcolea
Julián de Diego y García Alcolea (Hontanares, Guadalajara 16 de febrero de 1859 - Santiago de Compostela, 16 de enero de 1927), fue un clérigo español, Arzobispo de Santiago de Compostela (1925-1927), Patriarca de las Indias Occidentales (1920-1923), Obispo de Astorga (1904-1913) y de Salamanca (1913-1923). Senador por el Arzobispado de Valladolid (1905-1907, 1907-1908, 1908-1909, 1909-1910, 1914, 1915) y profesor.